# Irakiska Kurdistans herrlag i fotboll
Irakiska Kurdistan herrlag i fotboll, även kallat Kurdistans herrlag i fotboll, representerar Irakiska Kurdistan i fotboll. Laget är inte medlem i internationella fotbollsförbundet Fifa eller den asiatiska fotbollsfederationen AFC.
Laget spelade sin första match den 7 juli 2008, då man fick 2-2 mot Sameland.